# Dendi (peuple du Bénin)
Pour les articles homonymes, voir Dendi.
Ne doit pas être confondu avec Dendi (peuple de la République centrafricaine).
Les Dendi sont un peuple d'Afrique de l'Ouest établi principalement au nord du Bénin, dans les Communes de Karimama, Malanville. Mais pour des raisons commerciales, quelques-uns se sont installés dans des centres urbains traditionnellement dominés par la langue Baatɔnum (Bariba) et le Yom tels que Kandi, Parakou et puis Djougou. Ils sont généralement considérés comme un sous-groupe des Songhaï. Bien que la langue dendi n'est pas classée dans le même groupe linguistique que le bariba, il faut signaler qu'elle est un exemple vivant de l'influence de la langue  bariba. Alors que le terme « dendi » recouvre une réalité « complexe, équivoque et à acceptions multiples », ces disparités sont partiellement gommées par la langue – en expansion –, la pratique du commerce et l'islam.
Sous l'ancien Empire songhaï, ils pratiquaient déjà le commerce le long des routes caravanières. Aujourd'hui ils sont toujours marchands, itinérants ou non, mais beaucoup pratiquent une agriculture de subsistance. La plupart sont musulmans.

## Ethnonymie
Selon les sources et le contexte, on observe plusieurs variantes : Dandawa, Dandis, Dendawa, Dendis.

## Langues
Leur langue propre est le dendi, une langue songhaï dont on dénombrait environ 30 000 locuteurs au Bénin en 1995, mais le français est également utilisé.